# Bennett Salvatore
Bennett Salvatore (Stamford, Connecticut, 9 de enero de 1950) es un árbitro profesional de baloncesto de la NBA. A comienzos de la temporada 2006-07 de la NBA, Salvatore ha arbitrado 1.385 partidos de temporada regular, 167 de playoffs y 20 de las Finales de la NBA. Se dio a conocer en las Finales de 2006 entre Dallas Mavericks y Miami Heat por sus polémicas decisiones arbitrales.

## Inicios
Salvatore jugó al béisbol y al fútbol americano en el instituto. Fue All-American y All-Star como quarterback en 1967, y como All-County como pitcher en 1967 y 1968.

## Carrera en la NBA
Salvatore fue criticado por Bill Simmons, periodista deportivo de ESPN, debido a su actuación en el quinto partido de las Finales de la NBA de 2006. En los momentos finales de la prórroga, el escolta de los Heat Dwyane Wade conducía el balón y recibió falta por parte de los Mavericks. ABC Sports, la televisión que cubría las Finales, no pudo mostrar una repetición concluyente que apoyara la decisión de Salvatore. Como resultado de la falta, Wade anotó los dos tiros libres con 1.9 segundos para el final del partido y los Heat resultaron victoriosos por 101-100. Casi un año y medio después, en una entrevista con Henry Abbott de ESPN, Salvatore defendió su decisión con un vídeo nunca antes visto de Dirk Nowitzki, ala-pívot de los Mavericks, empujando a Wade por detrás, por lo que era falta personal. Antes de que esta secuencia ocurriera, el vídeo también muestra a Wade empujando al base de los Mavericks Jason Terry al suelo. Salvatore respondió que el ímpetu de Terry lo forzó a caerse.
Salvatore ha arbitrado además los All-Star Game de 1993 y 2002, antes de trabajar durante dos años en la Continental Basketball Association. 
Salvatore es además el propietario principal del steakhouse Bennett's en Stamford, Connecticut.